# Пам'ятник Григорію Сковороді (Любляна)
Пам'ятник Григорію Сковороді в Любляні (Словенія) — пам'ятник мандрівному поету і філософу, відкритий 8 листопада 2016 року Президентом України Петром Порошенком та Президентом Словенії Борутом Пахором у Парку Книги на Алеї митців у Любляні під час офіційного візиту українського очільника до Республіки Словенія.

## Відкриття

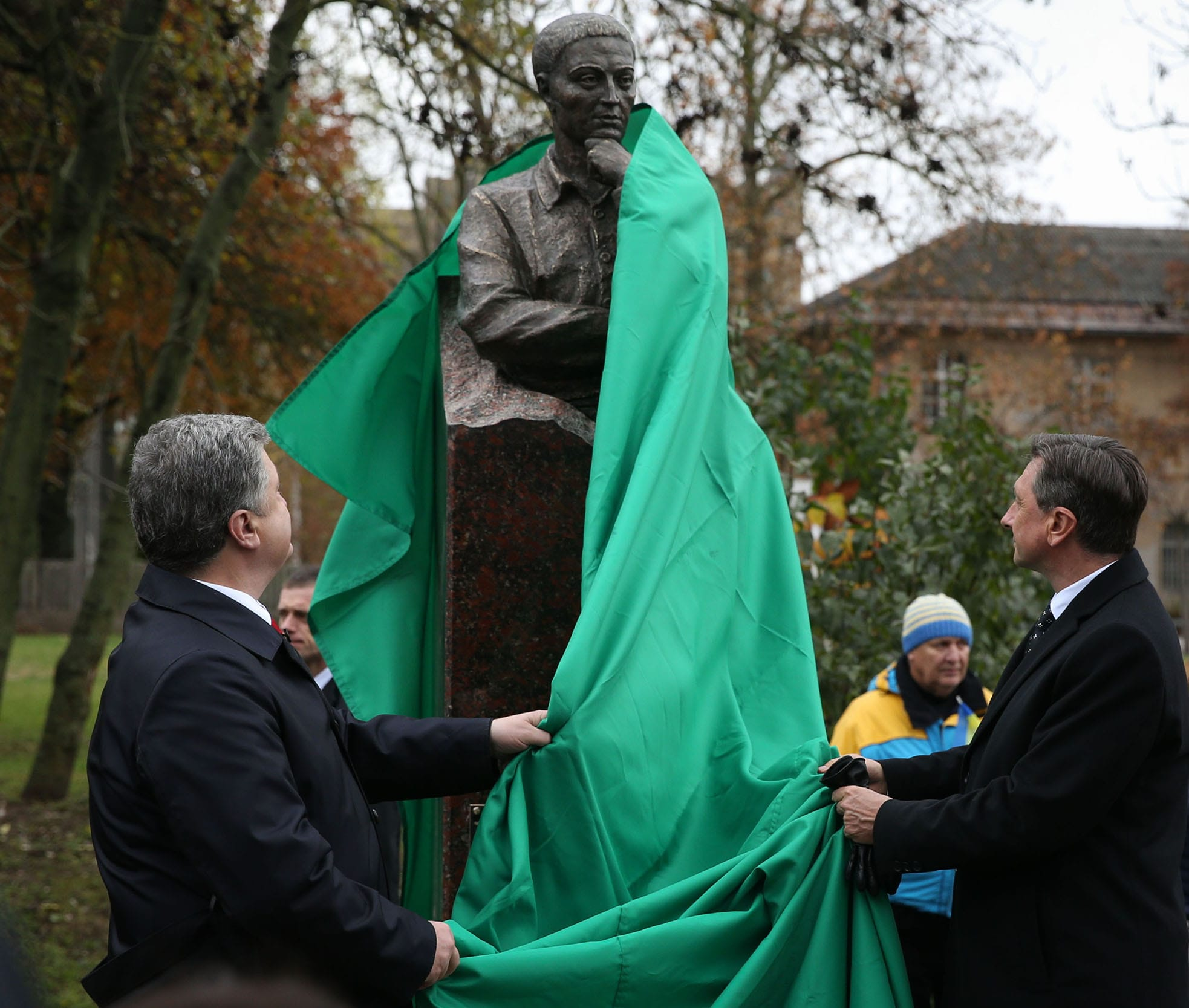
Відкриття пам'ятника

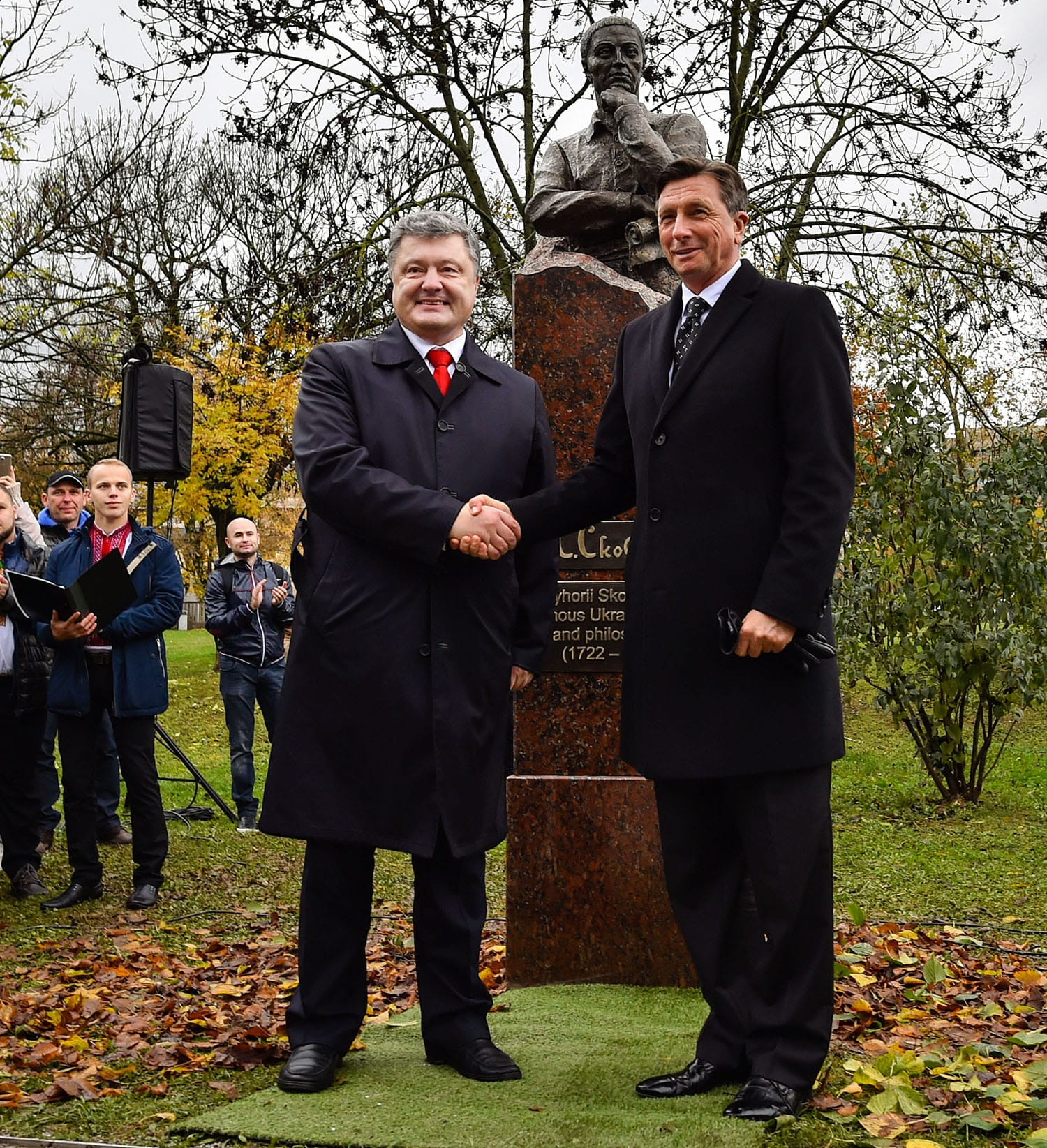
Президенти України і Словенії на відкритті пам'ятника

«Наша дружба повинна мати певні символи. Мені дуже подобається ідея мерії Любляни створити Алею митців. Яка ж може бути Алея митців, якщо тут не представлено Україну? А ким найкраще може бути представлено Україну? Тарас Шевченко і Григорій Савич Сковорода», — сказав Петро Порошенко під час церемонії відкриття пам'ятника.

## Творчий задум пам'ятника
|  | Я одного разу запропонував українському послу в Словенії встановити пам'ятник нашому українському філософу Григорію Сковороді. У них в місті Любляна є спеціальний парк, де стоять філософи з різних країн світу. Тепер там буде і український філософ Сковорода, — розповів Сейфаддін Гурбанов |

## Цікаві факти
- У столиці Словенії встановлено два пам'ятники харківського скульптора Сейфаддіна Гурбанова:
  - перському поетові і філософу Нізамі Гянджеві (літо 2016)
  - українському філософу Григорію Сковороді (листопад 2016)

Сейфаддін Гурбанов також є скульптором пам'ятника Григорію Сковороді, що встановлений на території Харківського педагогічного університету імені Григорія Сковороди.